# Stawki (Nawojowa Góra)
Stawki – północno-zachodnia część wsi Nawojowa Góra w Polsce, położona w województwie małopolskim, w powiecie krakowskim, w gminie Krzeszowice.
W latach 1975–1998 Stawki administracyjnie należały do województwa krakowskiego.